# Пасхальный фестиваль в Баден-Бадене
Пасхальный фестиваль в Баден-Бадене (нем. Osterfestspiele Baden-Baden) — ежегодный музыкальный фестиваль классической музыки, который проводится с Берлинским филармоническим оркестром в Баден-Бадене в Зале музыкальных фестивалей и других местах города с 2013 года.

## История и деятельность
В мае 2011 года Берлинский филармонический оркестр объявил, что он окончит свое участие в Зальцбургском пасхальном фестивале в конце сезона 2012 года и продолжит работать в качестве фестивального оркестра на Пасхальном фестивале в Баден-Бадене. Одной из причин этого стал тот факт, что Зальцбургский пасхальный фестиваль не смог выполнить требования Берлинской филармонии о значительном расширении программы по финансовым причинам.
Художественный руководитель только организованного фестиваля — Андреас Мёлих-Зебхаузер подтвердил намерение Совета директоров фонда фестиваля. Создание нового пасхального фестиваля произвело фурор в европейском фестивальном ландшафте.
Первый Пасхальный фестиваль в Баден-Бадене прошел в 2013 году. Берлинский филармонический оркестр под управлением Саймона Рэттла исполнил «Волшебную флейту» Моцарта в постановке Роберта Карсена. Концепция фестиваля, разработанная совместно Мёлих-Зебхаузером и Рэттлом, включает в себя многочисленные концерты оркестровой и камерной музыки, камерную оперу и образовательные проекты на различных площадках города, сосредоточенные вокруг центральной оперной постановки в Зале музыкальных фестивалей.
По данным руководства фестиваля, в сезоне 2017 года он собрал 25 000 посетителей, что соответствует заполняемости на 93 процента. В конце сезона 2018 года Саймон Рэттл попрощался с фестивалем в Баден-Бадене, ему на смену пришёл Зубин Мета. Осенью 2019 года Кирилл Петренко занял пост главного дирижёра Берлинской филармонии, а с 2020 года стал руководителем оперных постановок Пасхального фестиваля в Баден-Бадене. Новым руководителем фестиваля с 2020 года стал Бенедикт Стампа, но мероприятие в Баден-Бадене не состоялось из-за пандемии COVID-19. Тем не менее заявлено, что сотрудничество между Берлинской филармонией и Пасхальным фестивалем было продлено до 2022 года с намерением его продолжения.

## Оперные постановки
- Саймон Рэттл
  - 2013 год — «Волшебная флейта» (постановка Роберта Карсена).
  - 2014 год — «Манон Леско» (режиссёр Ричард Эйр).
  - 2015 год — «Кавалер розы» (постановка Бриджит Фассбендер).
  - 2016 год — «Тристан и Изольда» (режиссёр Мариуш Трелинский[пол.]).
  - 2017 год — «Тоска» (режиссёр Филипп Химмельманн[нем.]).
  - 2018 год — «Парсифаль» (постановка Дитера Дорна[нем.]).

- Зубин Мета
  - 2019 год — «Отелло» (режиссёр Роберт Уилсон).

- Кирилл Петренко
  - 2020 год — «Фиделио» (постановка Матеи Колежника[словен.], отменена из-за пандемии коронавируса).
  - 2021 год — «Мазепа» (режиссёр Дмитрий Черняков, в сокращенном варианте аудитории).[5]